# Theater Viel Lärm um Nichts

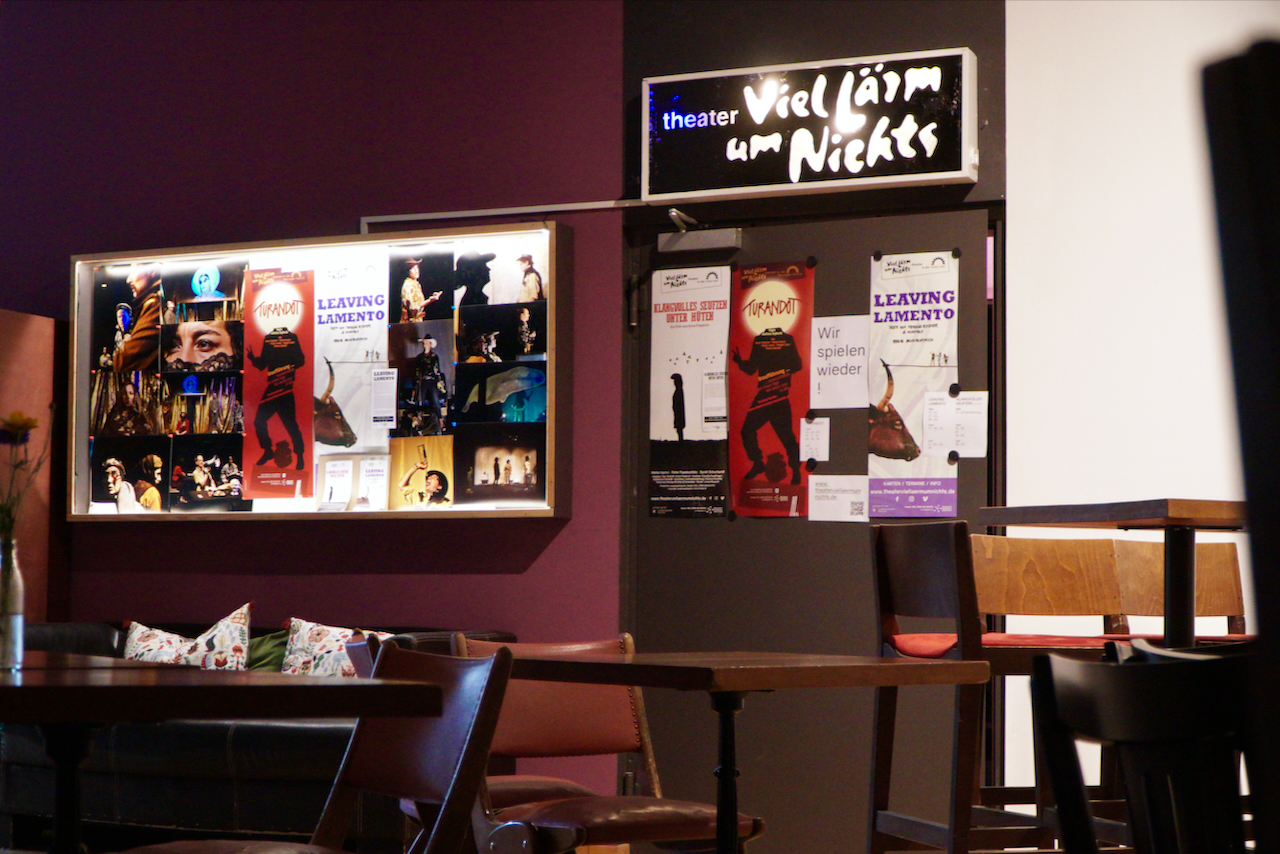
Außenansicht

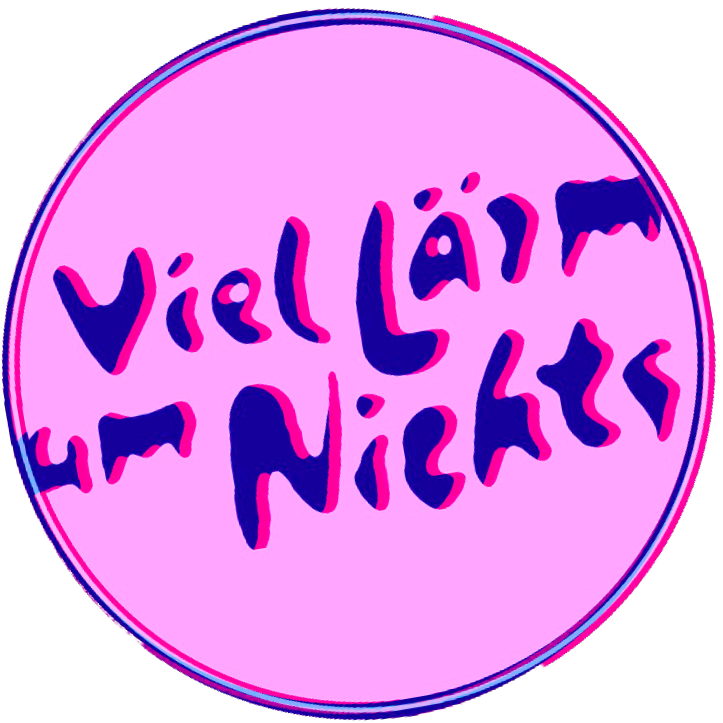
Logo

Das Theater Viel Lärm um Nichts (Eigenschreibweise theater VIEL LÄRM UM NICHTS) ist ein Produktions- und Spielort für Freies Theater in München. Es wurde Ende 1985 als freie Theatergruppe gegründet.

## Geschichte
Die Gründer und Gesellschafter des Theaters, Margrit Carls und Andreas Seyferth, hatten sich nach mehrjähriger Arbeit an Stadt- und Staatstheatern zum Ziel gesetzt, im damals kulturell brachliegenden Münchener Westen ein Theater aufzubauen. Die Entscheidung, „frei“ zu arbeiten  ist nach eigener Aussage der Anspruch, die am etablierten Theater erworbenen Qualitätsmaßstäbe mit „einer eigenständigen, eigenwilligen, eigenschöpferischen und gemeinschaftlichen Produktionsweise“ zu verbinden. Die erste Premiere war Shakespeares Komödie Viel Lärm um Nichts im Mai 1986. Das Theater ist heute fester Bestandteil des Kulturzentrums Pasinger Fabrik, an dessen Entstehung und Etablierung es entscheidenden Anteil hatte.
Bis heute bilden die Schauspieler Margit Carls und Andreas Seyferth den Kern des Theaters. Seyferth führt auch Regie, wogegen Carls für Dramaturgie und die Arbeit mit Texten zuständig ist. Das Ensemble findet sich stückbezogen; doch wird Wert auf Kontinuität gelegt.
Seit der Spielzeit 21/22 wird das künstlerische Leitungsteam durch den Schauspieler, Regisseur, bildenden Künstler und Filmemacher Arno Friedrich erweitert. Arno Friedrich ist seit 2017 als Schauspieler und Regisseur für das Theater Viel Lärm um Nichts tätig. Seither wird der Spielplan um Filmformate, sowie Konzerte, Kleinformate, sowie Gesprächs- und Diskursformate erweitert.
Ziel wie eh und je: einen Ort der Begegnung zu schaffen, ein vielfältiges Angebot für ein breites Publikum; ein Theater, verankert in Pasing, im Westen Münchens, für die ganze Stadt.

## Programm
Das Theater Viel Lärm um Nichts ist ein »Schauspieler-Theater«. Der Mensch steht im Mittelpunkt der »Forschungsreisen«. Das theater VLUN kannte immer Respekt – doch keine Scheu vor »großen« Themen. Und schon gar nicht vor Kritik an herrschenden Zuständen. Unterhaltung war Bedingung – auf eine Art, die niemandes Intelligenz beleidigt.
Schwerpunkte des Spielplans sind Klassiker in eigener Übersetzung und Fassung; auch werden immer wieder epische Stoffe dramatisiert. Auch moderne (gern Entlegenes, das selten einen Weg auf deutsche Bühnen findet). Das Theater des Absurden. Besonderes Merkmal sind Hauseigene Übersetzungen und Fassungen. Eigenständiges und Eigenwilliges: Revuen, Collagen, Stückentwicklungen. Verbindung von Sprech-, Musik- und Tanztheater und immer neuen Raumgestaltungen.
Weiter heißt es in der Selbstdarstellung, man habe ein „Faible für Geschichten, die existentielles menschliches Erleben auf phantastische, absurde, schräge Weise vermitteln“. Das Theater beruft sich auf Shakespeare als „Hausautor“ und Lehrmeister und sieht in seiner Tradition Theater als Schauplatz für „Welt- und Selbst-Erfindung“.

## Rezeption
Das Theater wird von der ersten Produktion an vom Kulturreferat der Landeshauptstadt München gefördert. In den Jahren 1996 und 1997 wurde es als eines der zehn besten Off-Theater aus dem deutschsprachigen Raum mit den Produktionen Das Wintermärchen (Shakespeare) und Alice D. im Spiegelland (einer Adaption nach Lewis Carroll) auf das Theater Festival Impulse nach Nordrhein-Westfalen eingeladen.
In der Begründung der Münchner Theaterjury für die Förderung 1995 hieß es, das Theater arbeite „mit großer, intellektuell fundierter Neugier“. Die Stücke würden gegenwartsnah und jeweils in eigenem improvisiert wirkenden Stil inszeniert.
2024 ist das Theater mit einer eigenen Fassung von Shakespeares Coriolan zu den Bayerischen Theatertagen eingeladen.
Das theater VIEL LÄRM UM NICHTS ist Mitglied im Freie Szene München e.V.